# Duboševica
Duboševica is een plaats in de gemeente Draž in de Kroatische provincie Osijek-Baranja. De plaats telt 690 inwoners (2001).